# Zöld erdő aljában
A Zöld erdő aljában Somogy megyéből származó magyar népdal.

## Kotta és dallam
| Ne keresd, angyalom, mert be van az zárva. Ligeti csárdában szól a csengő rajta. | Ismerem csengőjét, volt is a kezemben. Száz forint az ára, babám vette rája. | Nem adnám a lovam százezer forintért, Sem a kisangyalom nagy Magyarországért. |